# 宝峰镇 (重庆市)
宝峰镇，是中华人民共和国重庆市永川区下辖的一个乡镇级行政单位。
地处永川区西南部，阴山山脉南麓，距永川城区25公里。全镇面积39平方公里；耕地面积1933.4公顷；退耕还林面积373.4公顷，辖5个行政村、113个村民小组、1个居委会；总户数6580户，总人口22359人，其中非农业人口1403人，农业人口中20956 人；人口密度573人/平方公里。

## 行政区划
宝峰镇下辖以下地区：
宝峰场社区、泸永桥村、龙凤桥村、天星桥村、五家坡村和杨大口村。

## 历史
宝峰场建于清朝初年，因场侧有古庙名宝峰寺，场以庙名。
1729年，清雍正七年，宝峰场属四川泸州直隶州里仁乡。
1933年，为宝峰乡，属泸县。
1958年，改宝峰公社。
1974年，因泸县三溪口水库（现玉龙湖）建设淹没永川县部分乡镇土地，经两地革委会协议，将宝峰公社大部分土地人口划归永川县。
1983年，复置宝峰乡。
1992年10月撒区并乡建镇时，宝峰乡与登东乡合并建立宝峰镇。